# Šime Olivari
Šime Olivari (Zadar, 8. listopada 1990.) je hrvatski profesionalni košarkaš. Igra na poziciji niskog krila, a trenutačno je član hrvatskog A-1 ligaša Borik-Puntamike

## Karijera

### KK Zadar
Izdanak je omladinskog pogona košarkaškog kluba Zadar, a u ožujku 2009. je zajedno s Mario Pešutom, Danijelom Popovićem i Ivanom Baturom priključen prvoj momčadi Zadra. U to vrijeme se je Zadar s Cibonom borio za euroligaški ugovor i tada je najavljeno da njih četvorica kod Ace Petrovića neće dobiti preveliku minutažu. Ipak Zadar im je odlučio ponuditi dugogodišnje ugovore, a Olivarijev istječe u ljeto sezone 2013./2014. Na kraju završetka sezone 2008./09. kazao je da nebi ništa imao protiv odlaska na posudbu, a klub mu je to omogućio i tako će sljedeću sezonu provesti kao član hrvatskog A-1 ligaša Borik-Puntamike. 